# Alophoixus bres
El bulbul bres (Alophoixus bres) es una especie de ave paseriforme de la familia Pycnonotidae propia del sudeste asiático.

## Distribución y hábitat
Se encuentra en la península malaya, Sumatra, Borneo, Java y Bali; distribuido por Brunéi, Indonesia, Malasia y Tailandia. Su hábitat natural son los bosques húmedos tropicales de tierras bajas o de montañas.

## Subespecies
- Alophoixus bres tephrogenys (Jardine y Selby, 1833)
- Alophoixus bres bres (Lesson, 1831)
- Alophoixus bres gutturalis (Bonaparte, 1850)